# Campylomyza villosa
Campylomyza villosa är en tvåvingeart som först beskrevs av Jean-Jacques Kieffer 1901.  Campylomyza villosa ingår i släktet Campylomyza och familjen gallmyggor. Inga underarter finns listade i Catalogue of Life.